# Canteras (Cartagena)

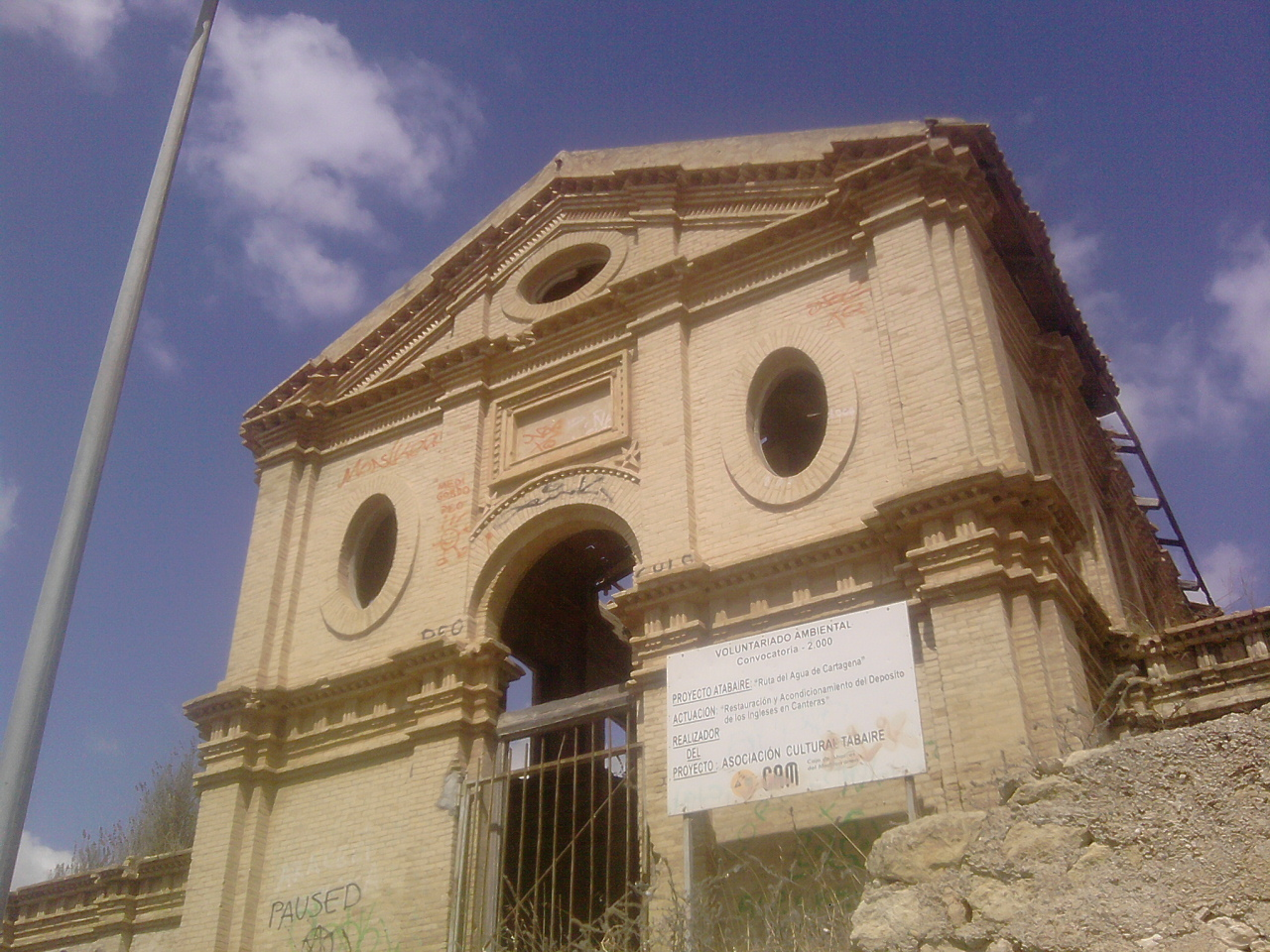
El depósito de aguas.

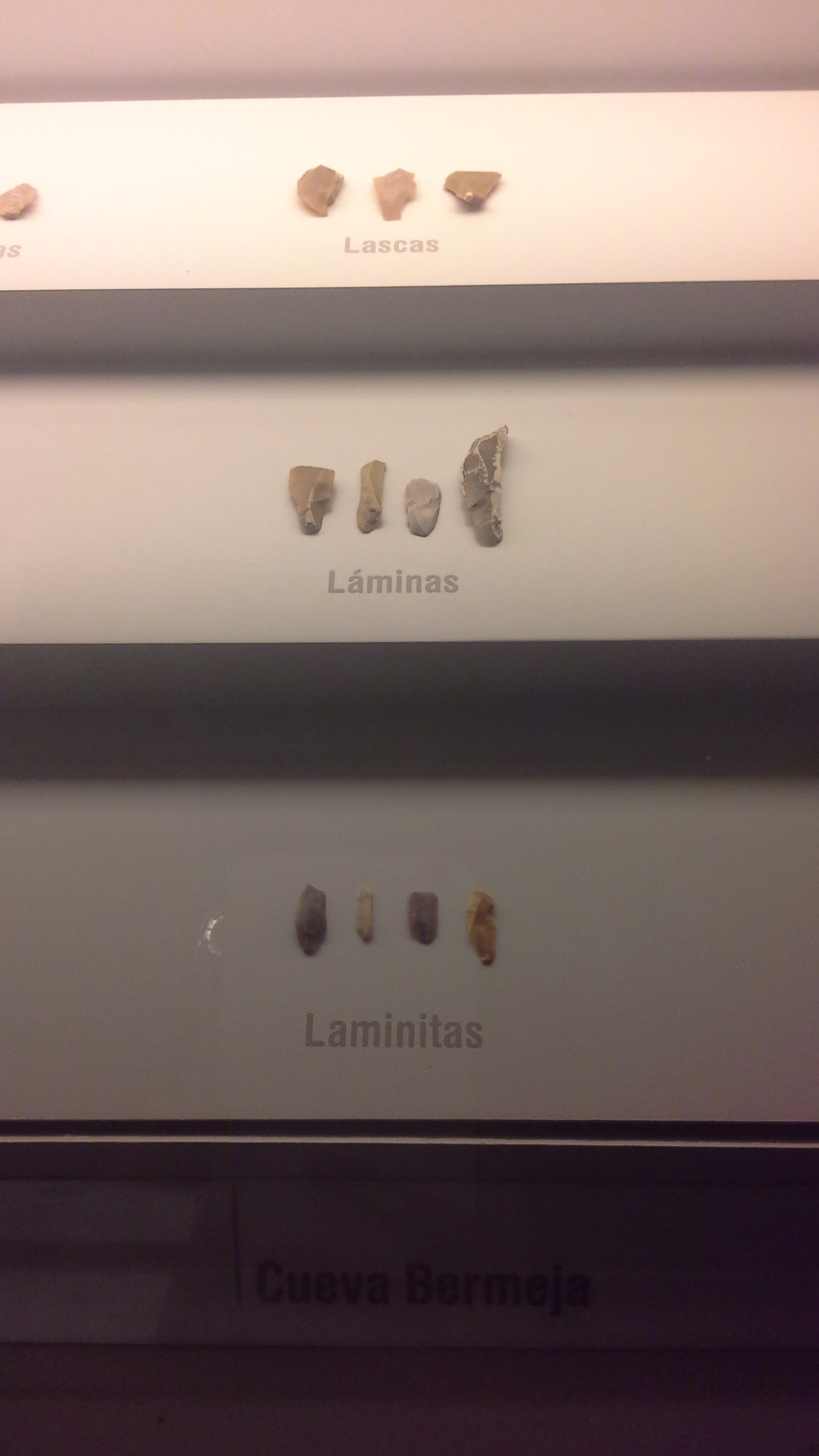
Piezas líticas halladas en la cueva Bermeja, y expuestas en el Museo de Arqueología de Murcia.

Canteras es una localidad y  diputación del municipio de Cartagena de la comunidad autónoma de la Región de Murcia en España. Se encuentra a 4 km del núcleo urbano y limita al norte con La Magdalena y El Plan, al sur con el mar Mediterráneo, al oeste con Perín (incluyendo El Portús) y al este con San Antonio Abad (San Antón).
El territorio debe su nombre a la existencia de unas canteras de las que se extraía una piedra arenisca, denominada «tabaire», y que fue muy utilizada en los edificios de la ciudad romana de Carthago Nova.

## Demografía
El padrón municipal de 2015 asigna a la diputación 10 428 habitantes (279 extranjeros), repartidos en los siguientes núcleos de población: Canteras (4678), La Algameca (75), Los Díaz de Canteras (258), Los Garcías (680), Los Patojos (4100) y Tentegorra (729).

## Distrito Cartagena Oeste
Canteras pertenece al Distrito 1 o Distrito Cartagena Oeste, que también comprende las diputaciones de: 
- Los Puertos
- Perín
- La Magdalena
- Campo Nubla

## Geografía
El Parque de Tentegorra es el pulmón de Cartagena, que desde 1977 lleva el nombre de Rafael de la Cerda y de las Bárcenas, que fue ingeniero-director de la Mancomunidad de los Canales del Taibilla de 1939 a 1964 y que consiguió la llegada de las aguas a Cartagena el 16 de mayo de 1945 desde Nerpio (Albacete).
Esta diputación presenta bastante relieve, sobre todo en su mitad sur. Esto se debe a que la parte oriental de la sierra de la Muela se extiende por este distrito. En cuanto a montañas, se pueden mencionar el monte Roldán, con una altura de 494 metros, Cabezo de la Estrella que mide 418 y Puntal del Moco que se eleva 389 metros.
En cuanto a cauces hidráulicos, se encuentran en este territorio la rambla de Canteras; la rambla de El Portús, que hace de frontera con la diputación de Perín y la rambla de Peñas Blancas, que delimita la frontera con la diputación de La Magdalena.

## Patrimonio
- Arqueología: en ámbito prehistórico encontramos la cueva Bermeja, vinculada al Solutrense y excavada en los años 1970, hallándose una veintena de herramientas líticas;[7] de época romana, la diputación cuenta con las canteras de tabaire y el asentamiento administrativo de Las Lomas, ambos protegidos como BIC.[8]
- Arquitectura civil: destaca el depósito de aguas de Canteras o Depósito de Canteras N º1, construido en 1904 por la empresa inglesa The Carthagena Water Company Limited.[9]
- Arquitectura militar: presencia de fortificaciones como el castillo de la Atalaya (siglo XVIII) y las baterías de La Parajola y Roldán (siglo XX). La Atalaya y Roldán son frecuentemente incluidas en las rutas locales de senderismo, pero la célebre La Parajola tiene su acceso restringido al estar incluida en una zona militar.

## Transporte y comunicaciones

### En autobús
Las siguientes líneas urbanas prestan servicio a la localidad:
| Línea | Recorrido                                | Operador       |
| ----- | ---------------------------------------- | -------------- |
| 3     | Cartagena (Capitanes Ripoll) - Canteras  | ALSA (TUCARSA) |
| 4     | Espacio Mediterráneo - Canteras / Galifa | ALSA (TUCARSA) |
| 12    | Bus Playa (Cala Cortina - El Portús)     | ALSA (TUCARSA) |
| 30    | Cartagena - Mazarrón                     | ALSA (TUCARSA) |